# Garlock-Verwerfung
Die Garlock-Verwerfung (englisch Garlock Fault) ist eine Blattverschiebungen (sinistraler Versatz) von etwa 250 km Länge im Westen der Mojave-Wüste. Sie ist die zweitgrößte Verwerfung in Kalifornien.
Sie beginnt an der San-Andreas-Verwerfung ca. 5 km WNW von Gorman und verläuft nach Osten entlang Frazier Park und Mojave und endet bei Salt Springs. Die gesamte Verschiebung beträgt 30 km. Die Verwerfung markiert die nördliche Grenze des als Mojave-Block bekannten Gebiets sowie die südlichen Enden der Sierra Nevada und der westlichsten Basin and Range-Provinz.
In einem Zeitraum von vor 2000 bis vor 500 Jahren ereigneten sich vier große Erdbeben.